# Agrella de mar
L'agrella de mar o paradella marítima (Rumex maritimus) és una herbàcia anual que habita en zones molt humides, com bancs inundats. Creix pel vessant nord de l'Europa Central i per les àrees circumpolars.

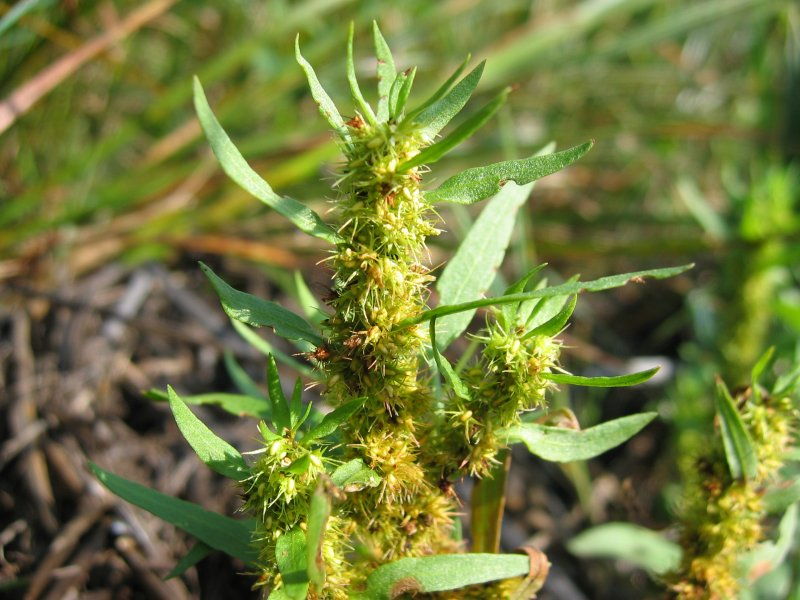
Rumex maritimus en floració.

Es tracta d'una planta herbàcia que pot créixer des dels 10 fins als 60 centímetres. Els fruits madurs són de color groc-marró. Les fulles de la part inferior tenen una base amb forma de cor. Els sèpals són d'uns 3 mil·límetres de llarg, ovoïdals i de color groc-marró. Presenten dents estretes, les quals són sempre tan llargues com amples, que sempre miren cap a davant. Floreix de juliol a setembre.